# M16 (Bosnien und Herzegowina)
Die M16 (kroatisch/bosnisch Magistralna cesta bzw. serbisch Магистрални пут/Magistralni put) ist eine Magistralstraße in Bosnien und Herzegowina. Sie führt von der kroatischen Grenze bei Gradiška zur kroatischen Grenze bei Kazaginac.

## Straßenverlauf

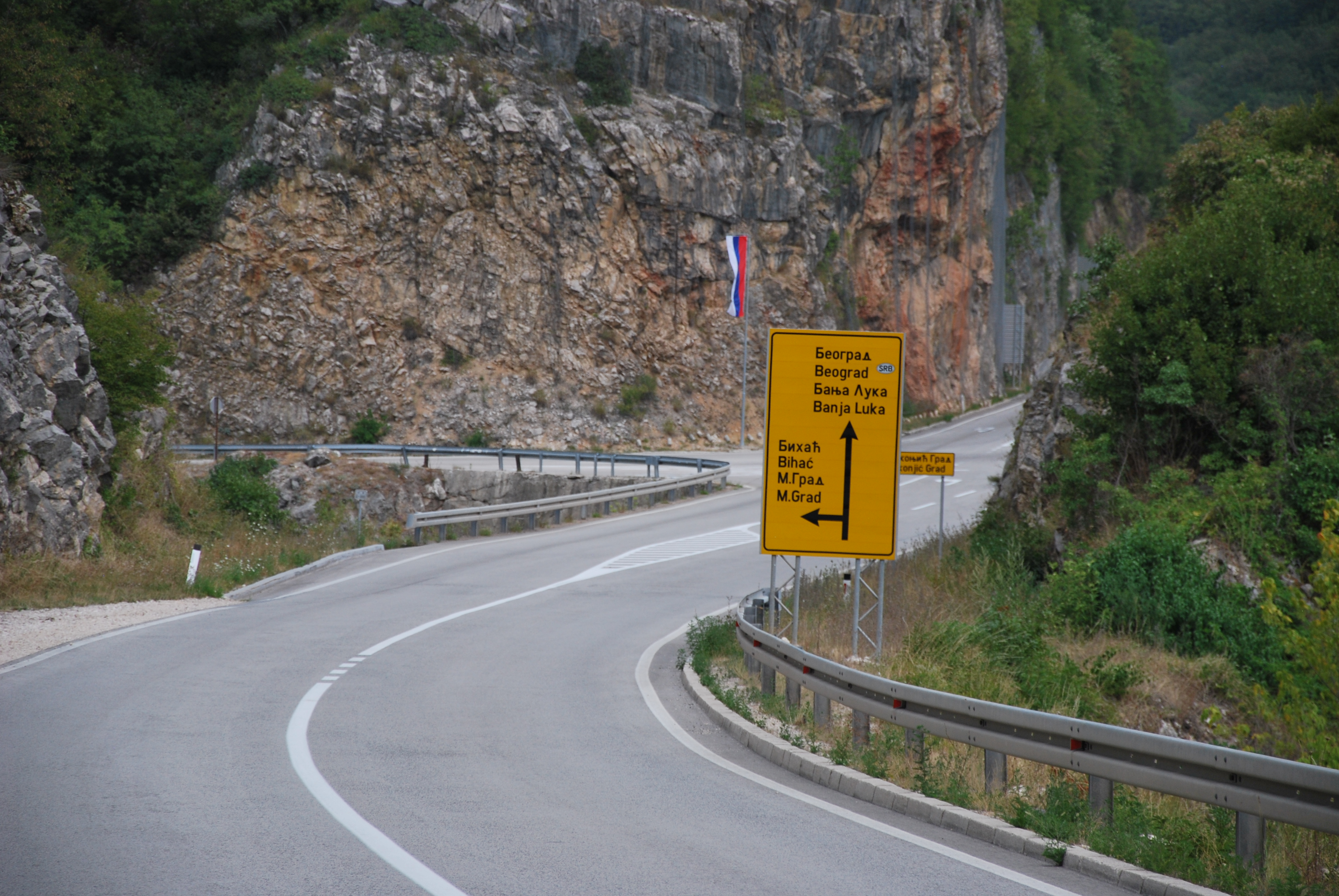
Die Magistralstraße M16 kurz vor dem Gebiet der Stadt Mrkonjić Grad und damit der Republika Srpska

Die M16 beginnt in Bosanska Gradiška bei dem kroatisch-bosnisch-herzegowinischen Grenzübergang Stara Gradiška/Bosanska Gradiška. Zwischen Bosanska Gradiška und Banja Luka verläuft die Trasse parallel zur neu gebauten Autobahn Gradiška–Banja Luka. Von Banja Luka bis nach Jajce über die Orte Krupa na Vrbasu und Bočac verläuft die Magistralstraße stets parallel zum Fluss Vrbas. Über Donji Vakuf, Bugojno, Kupres und Livno führt die Straße zum bosnisch-herzegowinisch-kroatischen Grenzübergang bei Kazaginac/Kamensko.

## Sonstiges
Die Bezeichnung der Straße als M16 geht auf die Nomenklatur der Straßen im sozialistischen Jugoslawien des Jahres 1987 zurück.